# Matija Zmajević

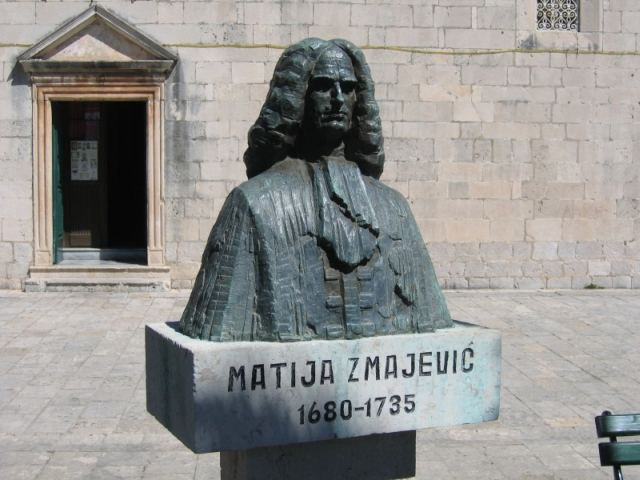
Matija Zmajević.

Matija Zmajević, en serbo-croate : Матија Змајевић, en russe : Матвей Христофорович Змаевич (Matveï Kristoforovitch Zmaïevitch), né le 6 janvier 1680 à Perast en Dalmatie (aujourd'hui le Monténégro), décédé le 23 août 1735/3 Sept (Calendrier grégorien) à Tavrovo (Russie). Il fut Amiral russe et constructeur naval de Pierre Ier de Russie. Pour le tsar il construisit la Flotte de Voronej.

## Biographie
Né dans une famille monténégrine de Perast (ville située sur les rives du golfe de Kotor). Son oncle, Andrija Zmajević (en) (1628-1694) fut un poète et évêque de l'Église catholique romaine d'Antivari. 
Diplômé de l'école des franciscains et probablement de l'École navale Marko Martinovic. Âgé de dix-huit ans, il entra au service de la marine vénitienne au grade de capitaine. Sa famille entra en conflit avec une autre famille, les Bujović, Viktor Bujović (1660-1709) fut assassiné dans les rues de la ville le 6 mai 1709. Matija Zmajević fut soupçonné de ce meurtre. Suspecté ce dernier fut dans l'obligation de quitter la ville de Perast, il se réfugia à Dubrovnik puis à Constantinople. Dans cette ville, il trouva refuge auprès de l'ambassadeur de Russie le comte Piotr Andreïevitch Tolstoï. En 1710, le comte recommanda Matija Zmajević à Pierre Ier de Russie, impressionné par l'érudition et les compétences navales du croate, le tsar l'accepta dans la Marine impériale de Russie (1710).

### Carrière militaire
En 1712 Matija Zmajević arriva à Saint-Pétersbourg, au grade de capitaine (premier rang) il fut affecté dans une flotte de galères, son ascension fut très rapide. Pierre Ier de Russie appréciant les services du capitaine adressa une lettre au gouvernement vénitien, le tsar demanda l'annulation des poursuites et la restitution des biens confisqués. 
Lors de la guerre russo-suédoise (1700-1721), Matija Zmajević servit dans la Flotte de la mer Baltique, il remporta de nombreux succès dans les batailles navales livrées contre la Suède, l'adversaire de la Russie lors de la guerre du Nord. Lors de la bataille de Gangut le 7 juillet 1714 il captura sept navires ennemis. Au cours de la bataille de Grengam (1720), sa flotte mit en déroute les Suédois, ce combat naval marqua la fin de ce conflit. Grâce à ses victoires, Matija Zmajević et plusieurs jeunes officiers boyards furent envoyés à Perast afin d'étudier les sciences navales. Promu  kontr-admiral puis vice-amiral, il dirigea la construction de la Flotte du Don et fut admis comme membre de l'Amirauté. 
En 1725, Matija Zmajević eut le grand honneur de porter la couronne de Pierre Ier de Russie lors de ses funérailles. Catherine Ire de Russie lui décerna l'Ordre de Saint-Alexandre Nevski et le nomma commandant de la flotte de galères et commandant du port de Saint-Pétersbourg. En 1727, il atteignit le grade suprême dans la marine : amiral.
Au décès de Catherine Ire de Russie (1727), Matija Zmajević fut accusé de détournement de fonds et d'abus de pouvoir et condamné par une cour martiale à la peine capitale. À la dernière minute il fut gracié. Rétrogradé au grade de vice-amiral, il fut nommé gouverneur d'Astrakhan (1733). En outre, en vue des préparatifs de la guerre russo-turque, il lui fut confié la direction de la construction de galères sur le Don. Désigné pour commander cette nouvelle flotte, il décéda peu de temps avant le début des hostilités.
Matija Zmajević apporta une large contribution à la mise en place de la Flotte de la mer Noire, après son décès, cette dernière jouera un rôle important dans l'expansion de la Russie dans le sud.
Matija Zmajević décéda le 23 août 1735 à Tavrov.

### Legs
Matija Zmajević légua de nombreux dons à sa ville natale Perast et à la baie de Kotor.

## Distinctions
- 1725 : Ordre de Saint-Alexandre Nevski